# Radulec
 Radulec  falu Horvátországban Zágráb megyében. Közigazgatásilag Dubravához tartozik.

## Fekvése
Zágrábtól 42 km-re keletre, községközpontjától 2 km-re délnyugatra, a megye keleti határán fekszik.

## Története
1857-ben 100, 1910-ben 165 lakosa volt. Trianonig Belovár-Kőrös vármegye Križi járásához tartozott. 
2001-ben 132  lakosa volt.

## Lakosság
| Lakosság változása | Lakosság változása | Lakosság változása | Lakosság változása | Lakosság változása | Lakosság változása | Lakosság változása | Lakosság változása | Lakosság változása | Lakosság változása | Lakosság változása | Lakosság változása | Lakosság változása | Lakosság változása | Lakosság változása |
| ------------------ | ------------------ | ------------------ | ------------------ | ------------------ | ------------------ | ------------------ | ------------------ | ------------------ | ------------------ | ------------------ | ------------------ | ------------------ | ------------------ | ------------------ |
| 1857               | 1869               | 1880               | 1890               | 1900               | 1910               | 1921               | 1931               | 1948               | 1953               | 1961               | 1971               | 1981               | 1991               | 2001               |
| 100                | 104                | 100                | 119                | 149                | 165                | 149                | 161                | 143                | 148                | 139                | 117                | 131                | 112                | 132                |

## Külső hivatkozások
Dubrava község hivatalos oldala